# Eulithis flavibrunneata
Eulithis flavibrunneata är en fjärilsart som beskrevs av Mcdunnough 1943. Eulithis flavibrunneata ingår i släktet Eulithis och familjen mätare. Inga underarter finns listade i Catalogue of Life.